# Liga Premier de Ucrania 2025-26
La temporada 2025-26 es la 35.ª edición de la Liga Premier de Ucrania, la máxima categoría del fútbol profesional de Ucrania desde su creación en 1992 tras la disolución de la Unión Soviética.
El Dinamo Kiev es el campeón defensor.

## Sedes
Debido a la invasión rusa de Ucrania los equipos disputaron los partidos en sedes previamente establecidas por la Asociación Ucraniana de Fútbol.

## Formato
El campeonato consiste en un torneo anual con 16 clubes participantes que se enfrentaron en un sistema de todos contra todos durante 30 jornadas. Al finalizar la última fecha, el equipo que finaliza primero de la tabla general se proclama campeón de la temporada y clasifica a la Liga de Campeones de la UEFA 2026-27 además, el segundo y tercero de la tabla disputaran la Liga Conferencia de la UEFA 2026-27. El descenso a la Primera Liga de Ucrania es para los dos clubes que ocuparon los últimos lugares de la tabla de posiciones, mientras que los equipos ubicados en el décimo tercer y décimo cuarto lugar, jugaran un play-off por la permanencia contra el tercero y cuarto de la Primera Liga de Ucrania 2025-26.
El campeón de la Copa de Ucrania 2025-26 clasifica a la primera ronda de la Liga Europa de la UEFA 2026-27, esto fue confirmado por la Asamblea General de Clubes.

## Ascensos y descensos
| Pos. | Descendidos de la Liga Premier |
| ---- | ------------------------------ |
| 13.º | Vorskla Poltava                |
| 14.º | Livyi Bereh Kyiv               |
| 15.º | Inhulets Petrove               |
| 16.º | Chornomorets Odessa            |

| Pos. | Ascendidos de la Primera Liga |
| ---- | ----------------------------- |
| 1.º  | Epitsentr Kamianets-Podilskyi |
| 2.º  | Poltava                       |
| 3.º  | Metalist 1925 Járkiv          |
| 4.º  | Kudrivka                      |

## Participantes
| Equipo                        | Presidente            | Entrenador                     | Capitán              | Proveedor   | Patrocinador principal (en la equipación) |
| ----------------------------- | --------------------- | ------------------------------ | -------------------- | ----------- | ----------------------------------------- |
| Dynamo Kyiv                   | Ihor Surkis           | Oleksandr Shovkovski           | Vitaliy Buyalskyi    | New Balance | A-Bank                                    |
| Epitsentr Kamianets-Podilskyi | Ivan Chernonoh        | Serhiy Nahornyak               | Andriy Bezhenar      | Macron      | Епіцентр                                  |
| Karpaty Lviv                  | Volodymyr Matkivskyi  | Vladyslav Lupashko             | Denys Miroshnichenko | Nike        | Lvivske                                   |
| Kolos Kovalivka               | Andriy Zasukha        | Ruslan Kostyshyn (interino)    | Valeriy Bondarenko   | Nike        | Vbet                                      |
| Kryvbas Kryvyi Rih            | Kostyantyn Karamanits | Patrick van Leeuwen            | Bandera de ?         | SKIDAN      | Rudomain                                  |
| FC Kudrivka                   | Roman Solodarenko     | Vasyl Baranov                  | Anton Yashkov        | Kelme       |                                           |
| LNZ Cherkasy                  | Viktor Kravchenko     | Vitaliy Ponomaryov             | Bandera de ?         | Macron      | Vbet                                      |
| Metalist 1925 Kharkiv         | Volodymyr Nosov       | Mladen Bartulović              | Maksym Imerekov      | Puma        | Whitebit                                  |
| Obolon Kyiv                   | Oleksandr Slobodian   | Oleksandr Antonenko (interino) | Nazariy Fedorivskyi  | Jako        | FavBet & Obolon                           |
| FC Oleksandriya               | Serhiy Kuzmenko       | Kyrylo Nesterenko              | Kyrylo Kovalets      | Nike        | AgroVista                                 |
| Polissya Zhytomyr             | Hennadiy Butkevych    | Ruslan Rotan                   | Ruslan Babenko       | Nike        | BGV Group                                 |
| SC Poltava                    | Serhiy Ivashchenko    | Volodymyr Sysenko              | Vladyslav Danylenko  | Joma        | КВП                                       |
| Rukh Lviv                     | Hryhoriy Kozlovskyi   | Ivan Fedyk                     | Marko Sapuha         | Kappa       | Emily Resort, Favbet, Auroom, Onur Group  |
| Shakhtar Donetsk              | Rinat Akhmetov        | Arda Turan                     | Mykola Matviyenko    | Puma        | FavBet                                    |
| Veres Rivne                   | Ivan Nadieyin         | Oleh Shandruk                  | Bandera de ?         | Kelme       | Vbet                                      |
| Zorya Luhansk                 | Yevhen Heller         | Viktor Skrypnyk                | Pylyp Budkivskyi     | Puma        | GG.BET                                    |

## Clasificación
| Pos. | Equipo                        | Pts. | PJ | G | E | P | GF | GC | Dif. | Clasificación 2026-27                                |
| ---- | ----------------------------- | ---- | -- | - | - | - | -- | -- | ---- | ---------------------------------------------------- |
| 1    | Dinamo Kiev                   | 9    | 3  | 3 | 0 | 0 | 10 | 2  | +8   | Segunda ronda clasificatoria de la Liga de Campeones |
| 2    | Shakhtar Donetsk              | 7    | 3  | 2 | 1 | 0 | 6  | 3  | +3   | Segunda ronda clasificatoria de la Liga Conferencia  |
| 3    | LNZ Cherkasy                  | 7    | 3  | 2 | 1 | 0 | 3  | 0  | +3   | Segunda ronda clasificatoria de la Liga Conferencia  |
| 4    | Kolos Kovalivka               | 7    | 3  | 2 | 1 | 0 | 4  | 2  | +2   |                                                      |
| 5    | Obolón Kiev                   | 7    | 3  | 2 | 1 | 0 | 3  | 1  | +2   |                                                      |
| 6    | Kudrivka                      | 6    | 3  | 2 | 0 | 1 | 7  | 4  | +3   |                                                      |
| 7    | Kryvbas Kryvyi Rih            | 6    | 3  | 2 | 0 | 1 | 6  | 4  | +2   |                                                      |
| 8    | Metalist 1925 Járkiv          | 4    | 3  | 1 | 1 | 1 | 4  | 3  | +1   |                                                      |
| 9    | Zoryá Lugansk                 | 4    | 3  | 1 | 1 | 1 | 4  | 4  | 0    |                                                      |
| 10   | Polissya Zhytomyr             | 3    | 3  | 1 | 0 | 2 | 2  | 3  | −1   |                                                      |
| 11   | SC Poltava                    | 3    | 3  | 1 | 0 | 2 | 3  | 5  | −2   |                                                      |
| 12   | Rukh Lviv                     | 3    | 3  | 1 | 0 | 2 | 4  | 8  | −4   |                                                      |
| 13   | Karpaty Lviv                  | 2    | 3  | 0 | 2 | 1 | 4  | 6  | −2   | Play-offs por la permanencia                         |
| 14   | Veres Rivne                   | 0    | 3  | 0 | 0 | 3 | 0  | 4  | −4   | Play-offs por la permanencia                         |
| 15   | Epitsentr Kamianets-Podilskyi | 0    | 3  | 0 | 0 | 3 | 1  | 6  | −5   | Descenso a la Persha Liha 2026-27                    |
| 16   | Oleksandria                   | 0    | 3  | 0 | 0 | 3 | 2  | 8  | −6   | Descenso a la Persha Liha 2026-27                    |

Actualizado a los partidos jugados el 18 de agosto de 2025.
 Fuente: UPL
Criterios de clasificación: 1) Puntos; 2) Puntos entre sí; 3) Diferencia de goles entre sí; 4) Goles marcados en los duelos entre sí; 5) Diferencia de goles 6) Goles; 7) Play-off.

## Resultados
| Local \ Visitante             | DYN | EKP | KAR | KOL | KRY | KUD | LNZ | MET | OBO | OLK | POL | RIV | RUK | SCP | SHA | ZOR |
| ----------------------------- | --- | --- | --- | --- | --- | --- | --- | --- | --- | --- | --- | --- | --- | --- | --- | --- |
| Dinamo Kiev                   | —   |     |     |     |     |     |     |     |     |     |     |     |     |     | a   |     |
| Epitsentr Kamianets-Podilskyi | 1–4 | —   |     |     |     |     |     |     |     |     |     |     |     |     | 0–1 |     |
| Karpaty Lviv                  |     |     | —   |     |     |     |     |     |     |     | 0–2 |     |     |     | 3–3 |     |
| Kolos Kovalivka               |     |     | 1–1 | —   | 2–1 |     |     |     |     |     |     |     |     |     |     |     |
| Kryvbas Kryvyi Rih            |     |     |     |     | —   |     |     | 2–0 |     |     |     |     |     |     |     |     |
| Kudrivka                      |     |     |     |     |     | —   |     |     |     | 3–1 |     |     |     | 3–1 |     |     |
| LNZ Cherkasy                  |     | 1–0 |     |     |     |     | —   |     |     |     |     |     |     |     |     |     |
| Metalist 1925 Járkiv          |     |     |     |     |     |     |     | —   | 0–0 |     |     |     |     |     |     |     |
| Obolón Kiev                   |     |     |     |     |     |     |     |     | —   | 1–0 |     |     |     |     |     |     |
| Oleksandria                   |     |     |     |     |     |     |     | 1–4 |     | —   |     |     |     |     |     |     |
| Polissya Zhytomyr             |     |     |     | 0–1 |     |     | 0–2 |     |     |     | —   |     |     |     |     |     |
| Veres Rivne                   | 0–1 |     |     |     |     |     |     |     |     |     |     | —   |     |     | 0–2 |     |
| Rukh Lviv                     | 1–5 |     |     |     |     |     |     |     | 1–2 |     |     |     | —   | 2–1 |     |     |
| SC Poltava                    |     |     |     |     |     |     |     |     |     |     |     | 1–0 |     | —   |     |     |
| Shakhtar Donetsk              | a   |     |     |     |     |     |     |     |     |     |     |     |     |     | —   |     |
| Zoryá Lugansk                 |     |     |     |     | 2–3 | 2–1 | 0–0 |     |     |     |     |     |     |     |     | —   |

## Play-offs de ascenso-descenso
Los equipos que finalicen en el puesto 13 y 14 de la Liga Premier se enfrentarán a los equipos que terminen en el puesto 3 y 4 de la Persha Liha.
| Equipo 1 | Agr. | Equipo 2 | Ida | Vuelta |
| -------- | ---- | -------- | --- | ------ |
|          | –    |          | –   | –      |
|          | –    |          | –   | –      |

### Llave 1
| Ida; junio de 2026 |  | vs. |  |  |  |
| --:-- (UTC+3)      |  |     |  |  |  |

| Vuelta; junio de 2026 |  | vs. |  |  |  |
| --:-- (UTC+3)         |  |     |  |  |  |

### Llave 2
| Ida; junio de 2026 |  | vs. |  |  |  |
| --:-- (UTC+3)      |  |     |  |  |  |

| Vuelta; junio de 2026 |  | vs. |  |  |  |
| --:-- (UTC+3)         |  |     |  |  |  |